# Góra Wysoka
Die Góra Wysoka, auch Niedźwiednik (deutsch: Hoheberg) ist ein 816 m hoher Berg im schlesischen Teil des Isergebirges in Polen. Die Góra Wysoka erhebt sich östlich von Świeradów-Zdrój im Zackenkamm in der Gemeinde Mirsk.

## Beschreibung
Der Gipfel ist vollständig mit Nadelwald bewachsen. Der Berg besteht aus Graniten und Gneisen sowie Quarzen. Über den Gipfel führt ein blau markierter Wanderweg von Świeradów-Zdrój nach Rybnica. 